# Pseudopotamilla reniformis
Pseudopotamilla reniformis är en ringmaskart som först beskrevs av Müller 1771. Enligt Catalogue of Life ingår Pseudopotamilla reniformis i släktet Pseudopotamilla och familjen Sabellidae, men enligt Dyntaxa är tillhörigheten istället släktet Pseudopotamilla och familjen Sabellariidae. Arten är reproducerande i Sverige. Inga underarter finns listade i Catalogue of Life.